# 荘襄王
荘襄王（そうじょうおう）は、中国戦国時代の秦の第30代の君主、第5代の王。姓は嬴（えい）、諱は始め異人（いじん）、後に子楚（しそ）。子に秦王政（義父との説あり、詳細は後述）・長安君成蟜。異母兄弟の一人に子傒。

## 略歴

### 奇貨居くべし
昭襄王の代に、太子の安国君（後の孝文王）の子として生まれた。安国君には20人以上の子があった上に母の夏姫が安国君から気にいられなくなり、異人は趙の人質として捨て駒のごとく出され、みずぼらしい服装をしていた。
それを邯鄲で目にしたのが大商人であった呂不韋である。呂不韋は父に相談し「これは珍しい価値を生み出す人物だ。我々が持っておくべきだ（奇貨居くべし）」と言い、異人と接触。彼に投資をして趙での名声を上げた上に、安国君に気にいられていた華陽夫人と呂不韋が接触。そのとき、呂不韋の投資で名声を聞いていた華陽夫人に対し「あなたには高齢の安国君との間に子供がおりません。安国君が亡くなった場合にあなたに子供がいない場合、次の太子の有力候補は庶子である公子の子傒であり、あなたの立場は悪くなるでしょう。そうなる前に異人のような名声のある人物を養子にされて太子にさせれば、あなたの立場は安全でしょう」と告げた。
それを聞いた華陽夫人が安国君に頼み込み、華陽夫人の養子として異人をもらい受け、異人が安国君の跡継ぎに指名されることになった。その際、華陽夫人が楚の公女であったことにちなみ、子楚と改名した。

### 政誕生
子楚が安国君の太子になったのと前後して、子楚は呂不韋が連れてきた趙の豪族の娘（趙姫）を気に入った。それが政（始皇帝）の母である。だが、その女は呂不韋とも関係を持っていて、呂不韋に対して子を身ごもったと伝えていた。そのため、政の実父が呂不韋であるという説が今でも残っている。そして、昭襄王48年12月（紀元前259年2月）に政が誕生した。
昭襄王49年（紀元前258年）、秦が趙を攻め邯鄲を包囲。趙では子楚殺害を決定したために、呂不韋は子楚を秦へ逃がすために趙の役人に大金をつぎ込み買収して秦へ逃亡させ、政親子は趙の豪族にかくまうようにさせ、無事を計った。
昭襄王56年（紀元前251年）、昭襄王が薨去し、安国君が孝文王となり、子楚が太子となった。

### 荘襄王即位
孝文王元年（紀元前250年）、孝文王がわずか1年で没し、子楚は荘襄王として即位した。呂不韋が丞相、義母の華陽夫人が華陽后から華陽太后、実母の夏姫を夏太后、政が太子となった。政が太子となると聞くと趙の孝成王は驚き、政母子を秦に送り返した。荘襄王は昭襄王・孝文王の政権を引き継ぐ形になり、これまでの功臣をそのまま登用し、魏・韓・趙に対する攻略を再開した。
荘襄王元年（紀元前249年）、東周が諸侯と謀って秦を裏切ろうとすると、呂不韋を派遣してこれを討伐し、東周を滅ぼした。ただし、東周の王族は存続させて陽人の地を与え、周室の祭祀を執り行うようにした。一方、蒙驁（蒙恬の祖父）は韓を攻めて成皋と鞏を取る。この頃、秦の国境は魏の都である大梁まで至り、三川郡を設置する。
荘襄王2年（紀元前248年）、蒙驁が趙を攻めて太原を平定させる。
荘襄王3年（紀元前247年）、魏の高都と汲を取り、趙の37もの城を奪い、長平の戦いの舞台となった上党の地も完全制圧する。初めて太原郡を設置する。同年4月に日食があった。魏の信陵君が5国をまとめ上げて反撃に出て、蒙驁の率いる秦軍を破り、函谷関まで追撃して秦を追い詰めた（河外の戦い）。河外での敗戦に激怒した荘襄王は、秦に人質として来ていた魏の太子増（後の景湣王）を拘禁させようとした。しかし、魏と単独講和を結ぶことで列国の合従を乱すという勧告されると、これを断念した。また、秦が信陵君と魏の安釐王が不仲だという噂を聞きつけ、信陵君と安釐王を引き離すための流言を流し、信陵君を政治から引き離す事に成功している。
同年5月丙午（26日）、35歳で薨去。在位はわずか3年であった。秦の天下統一後、始皇帝により太上皇に追尊されている。これは中国史上初めて太上皇の称号が使われた事例である。

## 登場作品
- 『コウラン伝 始皇帝の母』（2019年、演：茅子俊（マオ・ズージュン）（中国語版））
- 『始皇帝 天下統一』（2020年、原題：大秦赋、演：辛柏青（シン・バイチン）（中国語版））